# Kanoya

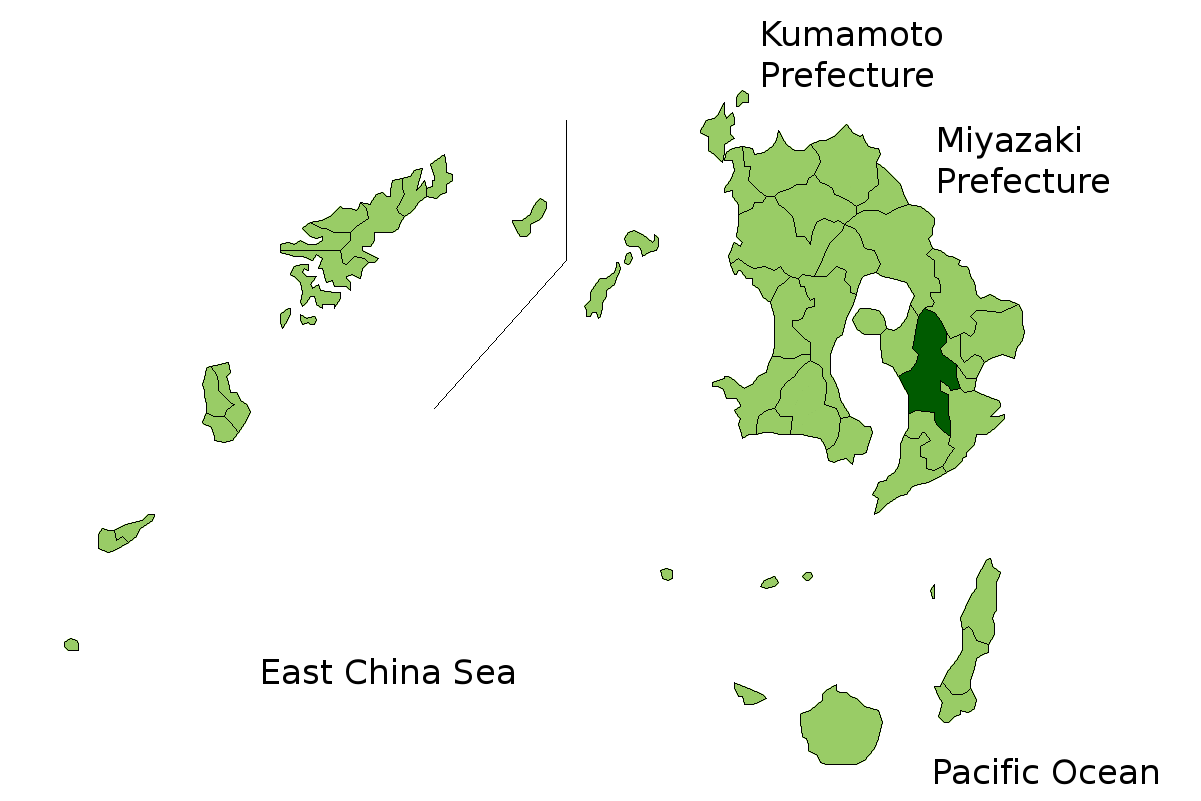

Kanoya (鹿屋市 Kanoya-shi?) este un municipiu din Japonia, prefectura Kagoshima.